# Li Ming
Li Ming (Jinan, China, 26 de enero de 1971), (en chino, 李明; pinyin: Lǐ Míng;) es un exfutbolista chino, se desempeñaba como centrocampista. Es el jugador con el máximo de apariciones de la selección de fútbol de China, con 86 partidos.

## Clubes
| Club            | País  | Año         | Partidos | Goles |
| Dalian Wanda FC | China | 1989 - 2005 | 244      | 36    |

## Palmarés
Dalian Wanda FC
- Super Liga China/China Jia A: 1994, 1996, 1997, 1998, 2000, 2001, 2002
- China FA Cup: 1992, 2001, 2005.

- Datos: Q2630767